# Ben Arous
Ben Arous (arabe : بن عروس  [bɪn ʕæruːs]) est une ville du sud de Tunis (capitale de la Tunisie) et le chef-lieu du gouvernorat du même nom. La municipalité compte 88 322 habitants en 2014 et s'étale sur une superficie de 1 400 hectares dont 400 de zones industrielles.
Elle est appelée Fochville-Ben Arous jusqu'au 19 janvier 1957.

## Histoire
La plaine de Sidi Fathallah porte le nom d'un saint musulman mort en 1444 et réputé pour guérir la stérilité des femmes. Sa zaouïa donne ensuite naissance à un hameau près duquel passe la route reliant Tunis à Sousse. Cette plaine, qui s'étend entre le Djebel Kharrouba et les collines de Mégrine et de Radès, a certainement été le théâtre de la bataille de l'Ad Decimum, mettant fin à la domination vandale, qui est gagnée par Bélisaire, général de l'armée de byzantine, le 13 septembre 533.
Après la Première Guerre mondiale, Ben Arous porte le nom de Fochville dans sa partie haute (colline au sud-ouest de la voie ferrée Tunis - Bir Kassaâ) et Ben Arous au nord-est de la voie ferrée. La première partie est peuplée pour l'essentiel d'employés de la Compagnie fermière des chemins de fer tunisiens, compagnie dont l'entrepôt se trouve à Sidi Fathallah, alors que la seconde est peuplée essentiellement d'employés qui travaillent à Tunis, de petits commerçants et d'immigrants plus récents qui ont acquis ou non la nationalité française. La plaine entre Ben Arous et Mégrine, au nord-est, et les collines entre Bir Kassaâ et la route de Zaghouan, au sud-est, sont alors occupées par des cultures céréalières, dont le produit est stocké dans les silos à grains de la gare ferroviaire de Bir Kassaâ, et des vignobles.
Aujourd'hui, cette plaine située aux portes de Tunis a un caractère nettement industriel et abrite de nombreuses usines agroalimentaires et de vastes ateliers ferroviaires et automobiles qui ont favorisé la création de cités ouvrières.

## Transport
La ville de Ben Arous est desservie par la ligne 1 du métro léger de Tunis, sa station en constituant le terminus. Elle abrite également une station de bus.

## Santé
Au niveau sanitaire, le Centre de traumatologie et des grands brûlés (établissement sanitaire ouvert en 2008) y est situé ; il propose des services de santé d'urgences avec une spécialisation dans le traitement des blessures et brûlures graves qui résultent des accidents routiers et du travail.

## Sport
La ville de Ben Arous possède un club omnisports, le Sporting Club de Ben Arous, qui concourt dans de nombreuses disciplines comme le football et le handball. L'équipe de football évolue au stade municipal (capacité de 5 000 places) et celle de handball à la salle omnisports (capacité de 3 000 places).

## Jumelages
La ville de Ben Arous est jumelée avec la ville de Saint-Étienne (France) depuis le 26 janvier 1994.